# Procesamiento digital de datos
El procesamiento digital de datos consiste en aplicar análisis de Fourier a una señal digital desde un emisor para su posterior trasmisión por un medio de comunicación. El receptor realiza el proceso inverso cuyo cometido es la correcta interpretación de la señal emitida.

## Función
Sea una señal digital que supondremos periódica, y con una logintud de 8 bits. No es otra cosa que una función respecto al tiempo cuyos valores están restringidos a 0 y 1 (en el caso de una señal de 2 niveles). La duración de los 8 bits simboliza el periodo de la señal (T), con esto determinamos la frecuencia fundamental mediante la fórmula {\displaystyle f_{0}=1/T}.

## Desarrollo por serie de Fourier (DSF)
Mediante el desarrollo por series de Fourier determinamos los coeficientes que componen la señal.

## Representación por espectro de potencias
La representación que se utiliza para los coeficientes es el espectro de potencias, donde para cada par Error al representar (SVG (MathML puede ser habilitado mediante un plugin de navegador): respuesta no válida («Math extension cannot connect to Restbase.») del servidor «http://localhost:6011/es.wikipedia.org/v1/»:): {\displaystyle a_n, b_n}
 determinamos su potencia {\displaystyle p_{n}^{2}=a_{n}^{2}+b_{n}^{2}}.

## Canal
Confinamos la señal a un medio con sus determinadas restricciones de ancho de banda, ganancia, ruido, entre otras. La limitación del ancho de banda implica que no todos los armónicos pueden trasmitirse por el canal, la ganancia que las señales sufrirán atenuación y el ruido se puede manifestar en el receptor como señales de alta frecuencia o perturbaciones en la señal original.
No todas las fuentes de perturbación son evitables, en el caso de la ganancia se puede solucionar amplificando las frecuencias que así lo necesitan, dicho proceso se conoce como ecualización de la señal, cuyo objetivo es restituir la potencia de la señal a su estado original contrarrestando el efecto de atenuación del canal.

## Ejemplo
Supongamos que queremos enviar una señal de 8 bits cuyo periodo {\displaystyle T=1ms} entonces {\displaystyle f_{0}=1/T=1kHz} por un cable telefónico cuya frecuencia inicial es {\displaystyle f_{i}=400Hz} y {\displaystyle f_{s}=4400Hz}, sabemos que la frecuencia fundamental es 1kHz, luego los siguientes armónicos serían {\displaystyle 2f_{0},3f_{0},4f_{0}} y {\displaystyle 5f_{0}}, queda fuera del ancho de banda del cable telefónica y se descartan las señales de {\displaystyle 4f_{0}} en adelante.